# Chromalizus aureovittis
Chromalizus aureovittis es una especie de escarabajo longicornio del género Chromalizus, tribu Callichromatini, subfamilia Cerambycinae. Fue descrita científicamente por Kolbe en 1893.

## Descripción
Mide 18-32 milímetros de longitud.

## Distribución
Se distribuye por Tanzania.